# 近鉄6400系電車
近鉄6400系電車（きんてつ6400けいでんしゃ）とは、近畿日本鉄道（近鉄）が1986年に導入した同社南大阪線用の一般車両（通勤形電車）である。南大阪線用としては初のVVVFインバータ制御車となった。登場から30年が経過した非冷房車である6800系の老朽置換え用として製造された。
本稿では4両編成仕様の6620系電車についても紹介する。なお、解説の便宜上、吉野側先頭車の車両番号+F（Formation=編成の略）を編成名として記述（例：モ6401以下2両編成=6401F、モ6621以下4両編成=6621F）する。

## 概要
1984年に登場した1420系（登場時は1250系）は近鉄では初採用のGTOサイリスタ素子を搭載したVVVFインバータ制御の試作形式として投入され、大阪線にて長期的な試験運用が行われた。この結果を基に狭軌線（南大阪線系統）用の量産型VVVF車となる2両編成の系列が6400系であり、1986年3月に登場した。6620系は6400系の4両編成仕様である。
6400系は2両編成で、Mc-Tcで2両編成を組成する。大阪線用量産VVVF車である1422系、1220系の狭軌仕様だが、登場は両形式より約1年早い。電算記号はMiである

## 構造

### 車体

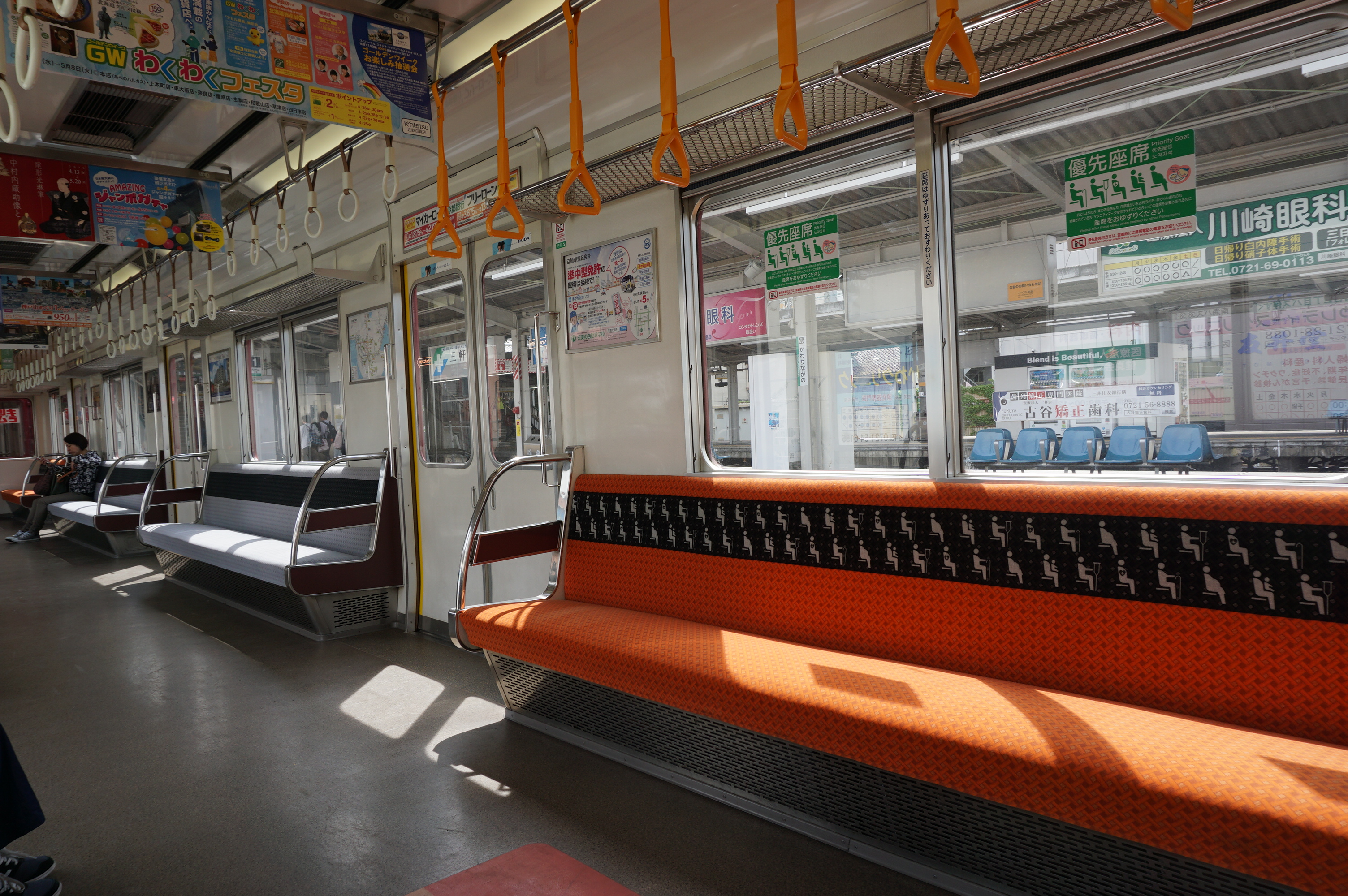
6400系・6407系の車内（座席モケットは交換済み）

6620系とともに1400系・8810系で確立された車体デザインを概ね踏襲し、裾を絞った幅2,800mmのアルミニウム合金製の車体を持つ。
車体構造では同時期に登場した3200系と同様の最大車体幅2,800mmの大型車体を採用し、1420系や6600系以前の従来車の鋼製から裾を絞ったアルミニウム合金車体に仕様変更されている。安定した大型アルミ押出材の供給と構体の組立工数の削減が可能になったためであり、特急車と大阪線・名古屋線用急行車の5200系、東大阪線（現・けいはんな線）7000系を除き、その後の車両にもこのアルミ車体は採用され、近鉄VVVFインバータ制御車の標準仕様となっている。
車内インテリア面では内装材は1420系と同様にサンドウェーブ柄の化粧板に、マルーン調の床材を引き続き採用しているが、ロングシートの仕様は本形式の前年に製造された3200系と同様のひじ掛けが化粧板仕上げとなった新しいものに変更されており、以上の車内デザインは2000年に登場するシリーズ21まで近鉄一般車の標準仕様となった。

### 車体・走行機器
日立製作所製のGTO素子によるVVVFインバータ装置を装備。主電動機はかご形三相誘導電動機で1台あたりの出力は155kW。歯車比は6.31とした。制御路マイコンは16ビットのものを採用し、制動装置はT車優先遅れ込め付きのHSC-R形を採用している。電動発電機（MG）はHG-77463形を、CPはHS-10形をそれぞれTc車に設置している。
台車はKD-94形(Mc)、KD-94A形(Tc)を装備。車輪径は動輪・付随輪とも860mmとなった（従来は狭軌用の付随輪のみ860mm、狭軌用の動輪と標準軌用の動輪・付随輪はいずれも910mmであった）。

## 形式別概説

### 6400系列
6400系の他、標準軌用のGTO-VVVFインバータ制御車と同じ仕様変更の歩みを続けている派生系列を以下に挙げる。
- 6407系：1989年登場[2][5]。ホイールベース間隔を標準軌の1430系、1230系と同様の2,100mmに短縮した新仕様台車KD-98(Mc)、KD-98A(Tc)に変更[2][5]
- 6413系：1990年登場[2][5]。通勤車の全線共通仕様に基づく新仕様の車体を採用し[2][6][5]、台車をKD-98B形(Mc)、KD-98C形(Tc)に変更[2] 、バリアフリー対応として車椅子スペース（後に6400系列全車にも設置）を設置[2]。
- 6419系：1992年登場[2][5]。Tcに設置されている補助電源装置をMGから静止形インバータ（SIV、BS-483Q形）に変更し[2][6][5]、2022年4月までに全編成ワンマン対応仕様を追設[9]。
- 6422系：1993年登場[2]。台車をKD-305形ボルスタレス式に変更[2][6][7][5]、抑速ブレーキを追加[7]
- 6432系（6422F - 6429F・6432F・6433F）：6422系のワンマン対応仕様[2][6][5]

2024年4月1日現在、6400系は派生系列を含めて33編成66両が古市検車区に配置されている。
|                                | ← 大阪阿部野橋・ 柏原   |                         |
| 6400系 Mi01 - Mi06             | ク6500                  | モ6400                  |
| 6400系 Mi01 - Mi06             | 6501 - 6506             | 6401 - 6406             |
| 6407系 Mi07 - Mi12             | ク6507                  | モ6407                  |
| 6407系 Mi07 - Mi12             | 6507 - 6512             | 6407 - 6412             |
| 6413系 Mi13 - Mi18             | ク6513                  | モ6413                  |
| 6413系 Mi13 - Mi18             | 6513 - 6518             | 6413 - 6418             |
| 6419系 Mi19 - Mi21             | ク6519                  | モ6419                  |
| 6419系 Mi19 - Mi21             | 6519 - 6521             | 6419 - 6421             |
| 6422系 Mi30・Mi31              | ク6522                  | モ6422                  |
| 6422系 Mi30・Mi31              | 6530・6531              | 6430・6431              |
| 6432系 Mi22 - Mi29・Mi32・Mi33 | ク6532                  | モ6432                  |
| 6432系 Mi22 - Mi29・Mi32・Mi33 | 6522 - 6529・6532・6533 | 6422 - 6429・6432・6433 |

### 6620系

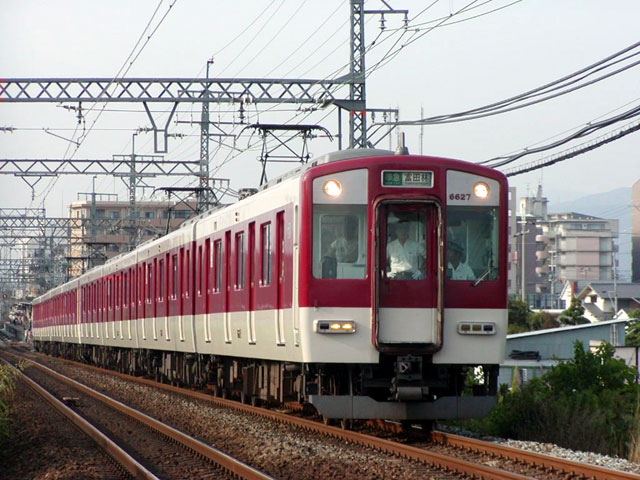
長野線を走行する6620系6627F

1993年に登場した6400系（6422系）の4両編成仕様である。電算記号はMT。登場後30年以上経過した6000系の置換え用として、1997年までに合計7編成が製造された。
1020系の場合、編成中の母線の引き通しでMc、M車とも集電装置は1基装備だが、本系列では最初の2編成はMc車、M車ともパンタグラフを2基搭載し、母線の引き通しを行わなかった。6623F以降、1620系、1020系と同様に母線の引き通しが行われ、各車パンタグラフ1基搭載になった。後年、最初の2編成も母線引き通しが行われたため、現在は全編成のMc車、M車がパンタグラフ1基である。
2019年4月現在、7編成28両が古市検車区に配置されている。
|                    | ← 大阪阿部野橋 |             |             |             |
| 6620系 MT21 - MT27 | ク6720         | モ6670      | サ6770      | モ6620      |
| 6620系 MT21 - MT27 | 6721 - 6727    | 6671 - 6677 | 6771 - 6777 | 6621 - 6627 |

## 改造

### 各種改造
標準軌線用GTO-VVVFインバータ制御車と同様に、以下の改造が順次施工されている。
- 全車両の車外転落防止幌設置[7]。
- VVVFのシンボルマーク撤去[7]。
- ATS-SP設置・デッドマン装置更新工事、戸締灯の増設工事[7]。
- バリアフリー対応改造
  - 6400系では2022年4月現在、6422F・6425F・6430F・6432Fに施工[12][13])
  - 6620系では2018年4月現在、6621F・6622F・6624F - 6626Fに施工[12][14]
  - 車内案内表示器およびドアチャイム、ク6500形・ク6720形先頭連結部に連結部注意喚起スピーカーの設置
- 簡易内装更新 
  - 座席モケットの交換
- パンタグラフのシングルアーム式への交換(2025年1月現在6620系6622Fのみ)

### ワンマン化改造と形式変更（6432系）

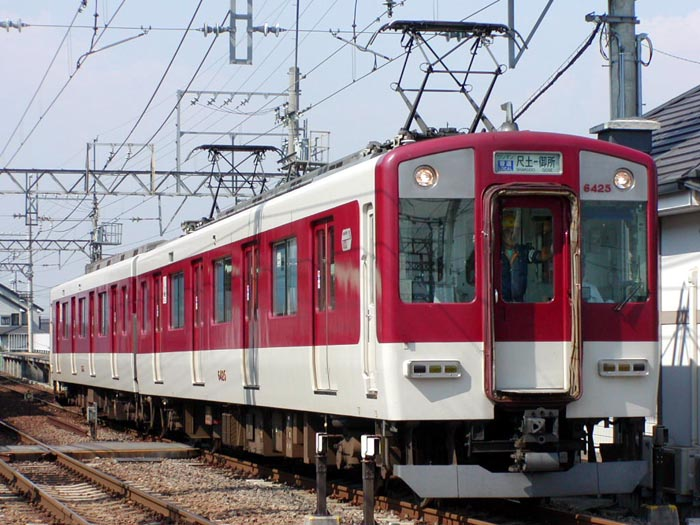
御所線の6432系6425F

1999年から2001年にかけて6422F - 6429Fにワンマン対応工事が行われ6432系に編入された。その後2022年4月実施のワンマン運転区間拡大により6419系全編成に対してもワンマン対応工事を実施した。改造された編成はワンマン設備を取り付けした関係上、車内乗務員室側の窓が小型化されている。

### 制御装置更新
2022年から制御装置の更新が開始された。更新最初の車両は6422系6430FのC#6430であった。けいはんな線および特急車以外でのVVVFインバータ制御車の制御装置更新は同系列が初めてである。

### A更新
2023年から内装リニューアルと方向幕のフルカラーと先頭車に落下防止幌装置が取り付けられた。2024年4月現在6403F～6406Fが完了している。

## 運用

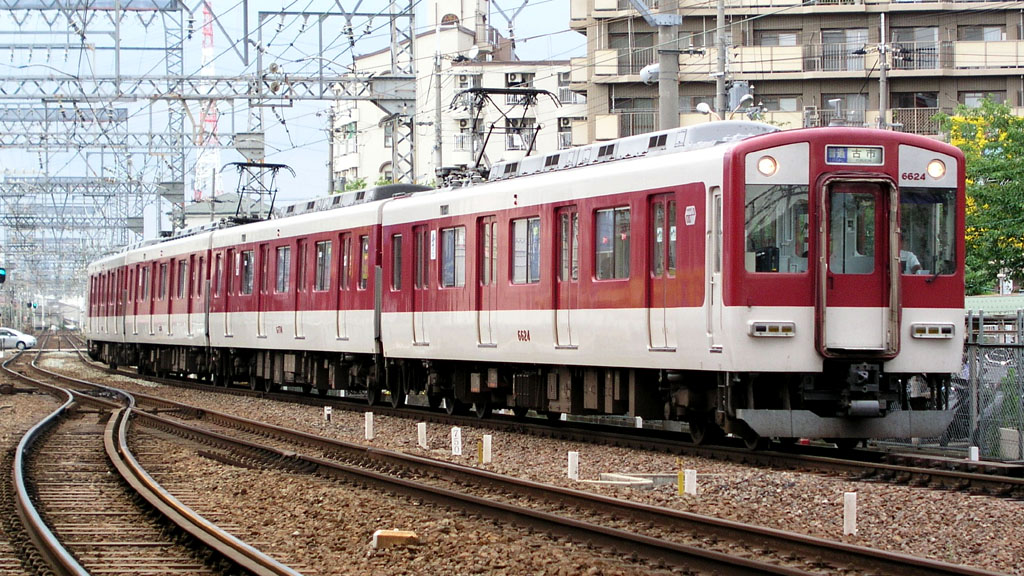
6620系6624F（河内天美駅付近にて）

6400系列は2両編成という汎用性の高さを活かして、南大阪線・吉野線・御所線・長野線・道明寺線の全区間で使用される。特に、2両のワンマン運転は現状6400系専用となっている。ツーマン運転の場合は本系列同士または他系列と連結のうえ4両編成から8両編成まで、普通から急行そして行楽期には臨時快速急行まで幅広く使用される。
6620系はワンマン運転の道明寺線と5両編成以外で、単独の4両編成、本系列同士または他系列との連結で6両編成から8両編成まで、普通から急行、行楽期の臨時快速急行まで幅広く使用される。

## ラッピング列車
- 6623F：「YOSHINO Foresta」 （1999年3月 - 2002年12月）
- 6624F：「solaha」（2014年3月 - 2014年11月）
- 6625F：「不思議の国のアリス」（2007年5月 - 2008年4月）
- 6626F：「吉野線ラッピング旬彩列車」（2012年10月1日 - 2016年6月）
- 6622F：「あすか万葉トレイン」（2019年7月30日 - 2023年1月5日）